# SMS G 93
SMS G 93 – niemiecki niszczyciel z okresu I wojny światowej, dziewiąta jednostka typu G 85. Okręt wyposażony był w trzy kotły parowe opalane ropą, a zapas paliwa wynosił 326 ton. Zatonął na minie na Morzu Północnym 30 marca 1918 roku .